# Matchbox

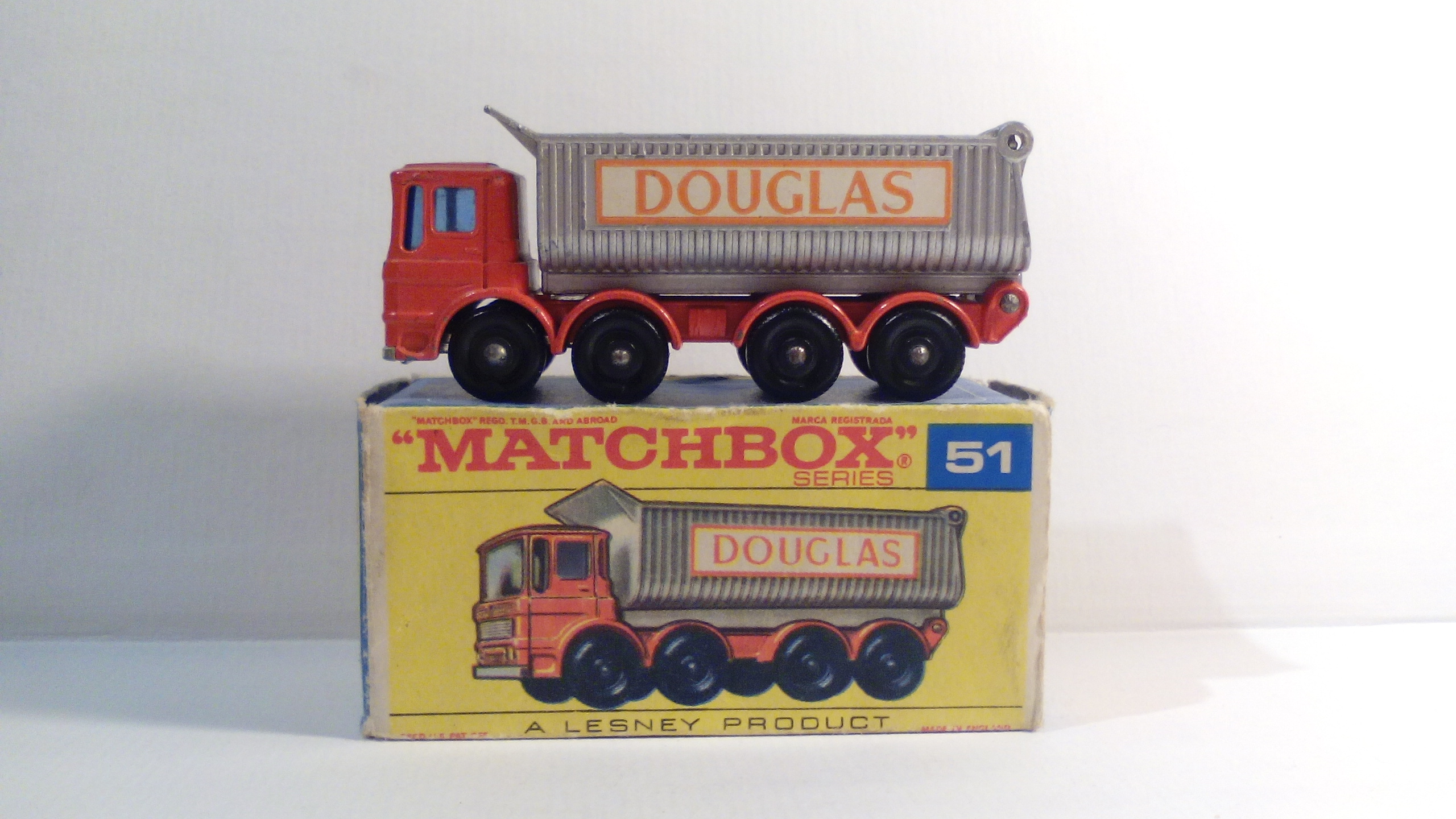
Matchbox č. 51

Matchbox je obchodní značka modelů aut a dalších hraček. Patří do portfolia nadnárodního koncernu Mattel.
Vznik značky se oficiálně datuje do roku 1953, její nejúspěšnější a nejslavnější léta spadají do období, kdy byla ve vlastnictví anglické firmy Lesney Products Company. Společnost Lesney založili v letech britské poválečné obnovy společníci Leslie Smith a Rodney Smith, kromě zpočátku okrajové výroby hraček se firma orientovala především na kovovýrobu a tlakové lití. V pozdější produkci Lesney ale právě hračky a modely autíček sehrály klíčovou roli a úspěšné prodeje těchto výrobků a následné zisky vedly k rozvoji a mezinárodní expanzi této anglické firmy.
První z výrobních sérií autíček, pojmenovaná jako 1 - 75, koncipovaná coby dětská sběratelská edice a označená čísly od jedničky po číslo sedmdesát pět, byla balena do malých papírových krabiček. Tvůrce této série, zaměstnanec a pozdější spolumajitel firmy Lesney, návrhář Jack Odell (Odell po odchodu od Lesney Products založil vlastní firmu na výrobu automobilových modelů, nazval ji přesmyčkou svého příjmení - Lledo) se při návrhu obalů autíček a jejich obchodního jména inspiroval krabičkami na zápalky značky Norvic, které do Anglie vyvážel československý podnik Solo se sídlem v Sušici. Matchbox - krabička od sirek (s autíčkem uvnitř) je doslovný překlad jména značky. V Československu byly modely Matchbox velice oblíbené a ač se staly na socialistickém trhu relativně nedostatkovým zbožím, daly vzniknout kromě chlapecké sběratelské mánie i novému českému výrazu angličák. Tzv. angličáky, v anglosaském jazykovém prostředí a celosvětově nazývané die-cast, byly kovové modely aut, vyráběné pod mnoha jmény a značkami (Matchbox, Dinky, Husky, Corgi) v anglických továrnách z materiálu zamak, tedy ze slitiny hliníku, hořčíku a mědi. Název angličák se stal v českém a slovenském jazyce synonymem pro model autíčka - hračky.
Spolumajitelem ochranné známky Matchbox byl obchodník Moses Kohnstam a proto zpočátku výrobky firmy Lesney nesly označení složené z počátečních písmen jména výhradního distributora hraček Matchbox Mosese Kohnstama - Moko a ze jména výrobce modelů - Lesney. Modré krabičky s autíčky proto měly žlutou polepku s kresbou konkrétního modelu automobilu a jeho pořadovým číslem v sériii a se jmény distributora a výrobce hračky A Moko Lesney Matchbox Series. Později, po odkoupení podílu ochranné známky Matchbox vlastníky Lesney Products, byly obaly autíček postupně modifikovány, bylo vypuštěno jméno původního spoluvlastníka ochranné známky a prodejce Mosese Kohnstama (Moko), a když se výrobky a značka na trhu plně etablovaly, krabičky již nesly pouze jeden název a sice ono celosvětově známé jméno Matchbox. Série 1 - 75 měla dvě produkční období, modely se lišily podle použité technologie uchycení koleček. Rané období produkce, tzv. Regular Wheels (v Čechách nazývané Stará kola), kdy byla kolečka zavěšena na silných ocelových osách a uchycena nýtováním a období Superfast Wheels (nazývané Nová kola), kdy se kolečka zavěšovala na tenkou drátěnou osu, aby autíčka získala rychlost a kolečka se hladce otáčela. K poměrně velké technologické změně tehdy společnost Lesney donutil značný komerční úspěch konkurenčních automobilových modelů Hot Wheels americké hračkářské firmy Mattel.
Dalšími neméně slavnými výrobními a sběratelskými sériemi Matchbox se staly modely historických aut - veteránů nazvané Yesteryears - neboli auta let minulých a série Major Pack, King Size, Super Kings, Hitch and Haul, Two Packs series, Convoy a další.
Ve velké krizi britské ekonomiky a vlivem špatných manažerských rozhodnutí se společnost Lesney Products na konci sedmdesátých let 20. stol. dostala do ekonomických potíží a na počátku osmdesátých let 20. stol. byla technologie výroby, výrobní zařízení a stěžejní a nejúspěšnější značka společnosti Lesney - Matchbox - prodána asijskému obchodníkovi Davidu Yehovi. Značka Matchbox od pokraje osmdesátých let do počátku devadesátých let dvacátého století patřila společnosti Shanghai Universal Toys Co., Ltd.
Výroba legendárních dětských autíček Matchbox se tak z Britských ostrovů postupně přesunula do Asie. Nejprve do portugalské čínské enklávy Macao, posléze také do Hongkongu, po dalším prodeji značky Matchox do vlastnictví společnosti TYCO i do továren v pevninské Číně.
Současná produkce autíček Matchbox probíhá v Thajsku a některé vybrané modely se od modelového roku 2016 k zákazníkům opět distribuují v papírových krabičkách s nápisem Matchbox.